# Kobeln
Kobeln ist ein Ortsteil der sächsischen Gemeinde Hirschstein im Landkreis Meißen. Der Ort wurde am 1. März 1951 nach Prausitz eingemeindet, mit dem der Ort am 1. Januar 1994 zur Gemeinde Mehltheuer kam, die am 1. Oktober 1996 in Hirschstein umbenannt wurde.

## Geographie

### Geographische Lage und Verkehr
Kobeln liegt auf der linken Elbseite im mittleren Teil der Gemeinde Hirschstein, ca. sieben Kilometer südöstlich von Riesa am östlichen Talhang des Keppritzbachs, einem Nebenfluss der Jahna. Durch den Ort verläuft die Staatsstraße 87, die den Ort mit Riesa und über Zehren mit Meißen verbindet. Anschluss an den öffentlichen Nahverkehr besteht über eine Buslinie nach Riesa und Zehren.

### Nachbarorte
| Prausitz (zu Hirschstein) | Heyda (zu Hirschstein)                      |                                  |
| Pahrenz (zu Hirschstein)  | Kompassrose, die auf Nachbargemeinden zeigt | Böhla (zu Hirschstein)           |
|                           | Sieglitz (zu Lommatzsch)                    | Oberlommatzsch (zu Diera-Zehren) |

## Geschichte

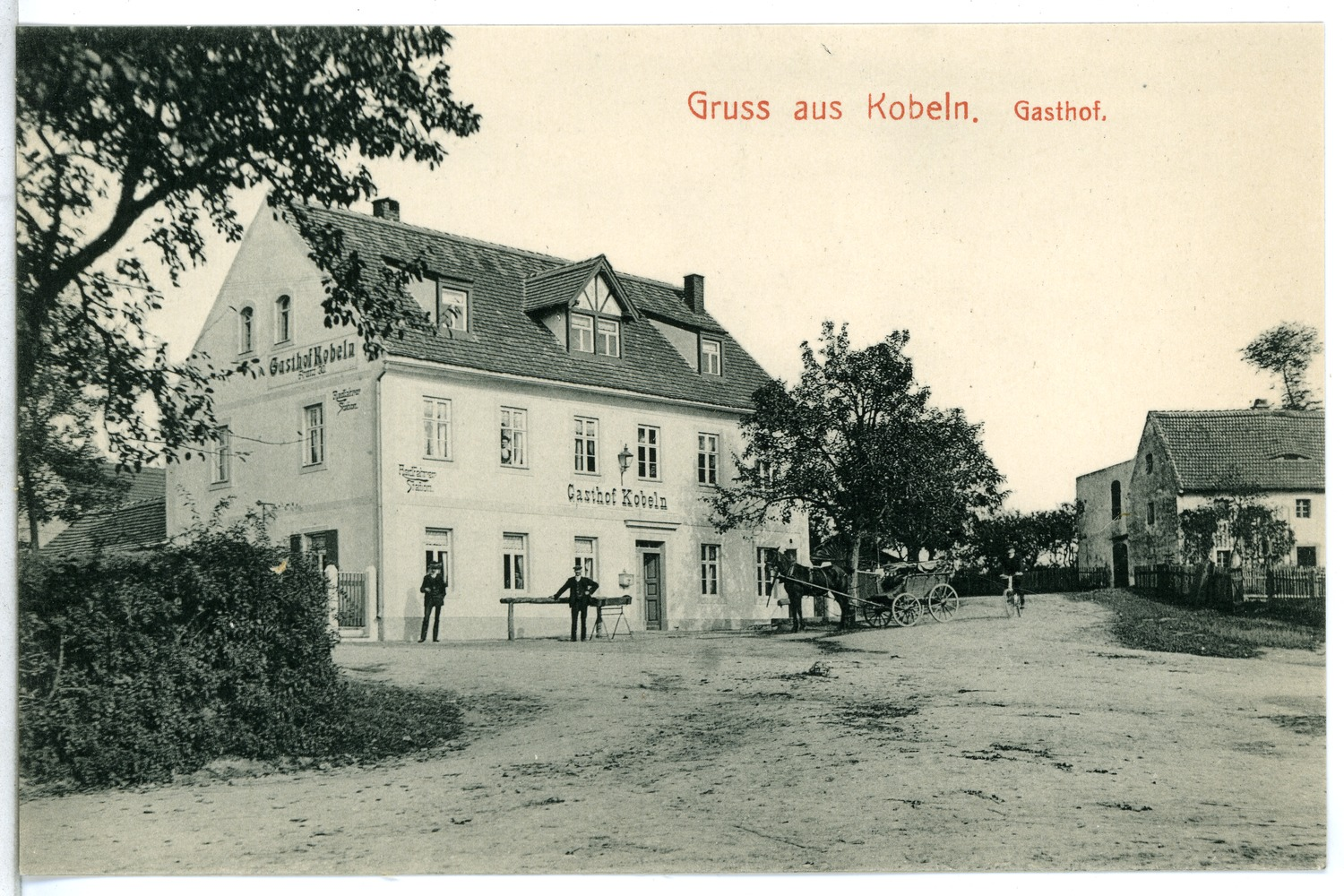
Gasthof Kobeln (Ansichtskarte von Brück & Sohn, 1911)

Erstmals findet sich der Name Kobeln im Jahr 1233 in den Urkunden, als ein Martinus de Kobelowe erwähnt wird. 1334 ist das Dorf als Cobelow, 1378 als Kabelow genannt, bevor 1546 erstmals der heute gültige Ortsname Kobeln auftaucht. Älteste Besiedlungsspuren stammen jedoch bereits aus der Bronzezeit und werden der Aunjetitzer Kultur zugerechnet.
Kobeln war vermutlich im Mittelalter Sitz eines Herrengutes. Das sackgassenartige Platzdorf besaß eine Gewannflur von 314 Hektar. Die Gerichtsbarkeit lag ursprünglich bei den Markgrafen von Meißen, ging jedoch 1465 an das Rittergut Hirschstein über. Eingepfarrt ist das Dorf seit dem Mittelalter zur Heyda er Kirche. Auch die Kinder des Ortes besuchten die dortige Schule.
Kobeln lag bis 1856 im kursächsischen bzw. königlich-sächsischen Kreisamt Meißen. Bei den im 19. Jahrhundert im Königreich Sachsen durchgeführten Verwaltungsreformen wurden die Ämter aufgelöst. Dadurch kam Kobeln im Jahr 1856 unter die Verwaltung des Gerichtsamts Riesa und 1875 an die neu gegründete Amtshauptmannschaft Großenhain.
1929 entdeckte ein Einwohner bei Feldarbeiten einen aus zahlreichen Silbermünzen, einem Tonkrug und zwei Truhenschlüsseln bestehenden Fund aus der Zeit des Dreißigjährigen Krieges. Vermutlich waren die Gegenstände zum Schutz vor drohenden Plünderungen durch einen Häusler vergraben worden. Der vor allem aus sozialgeschichtlicher Sicht bedeutende Fund befindet sich heute im Heimatmuseum Riesa.
Am 1. März 1951 wurde Kobeln gemeinsam mit dem Nachbarort Pahrenz nach Prausitz eingemeindet. Im Zuge der Gebietsreform 1952 wurde die Gemeinde Prausitz mit Kobeln und Pahrenz dem Kreis Riesa im Bezirk Dresden zugeordnet, welcher ab 1990 als sächsischer Landkreis Riesa fortgeführt wurde und 1994 im neu gebildeten Landkreis Riesa-Großenhain bzw. 2008 im Landkreis Meißen aufging.
Mit dem Zusammenschluss von Prausitz und Mehltheuer am 1. Januar 1994 wurde auch Kobeln ein Ortsteil dieser neuen Gemeinde, welche seit dem 1. Oktober 1996 den Namen Hirschstein trägt. Eine von 1950 bis 1994 genutzte Mülldeponie am Ortsrand wurde 2008 im Rahmen eines EFRE-Förderprogramms des Europäischen Fonds für Regionale Entwicklung saniert.

### Bevölkerungsentwicklung
| Jahr | Einwohner                                |
| ---- | ---------------------------------------- |
| 1547 | 15 besessene Mann, 14 Inwohner, 20 Hufen |
| 1764 | 16 besessene Mann,4 Häusler, 20 Hufen    |
| 1834 | 154                                      |
| 1871 | 197                                      |
| 1890 | 223                                      |
| 1910 | 239                                      |
| 1925 | 240                                      |
| 1939 | 221                                      |
| 1946 | 326                                      |

## Sehenswürdigkeiten

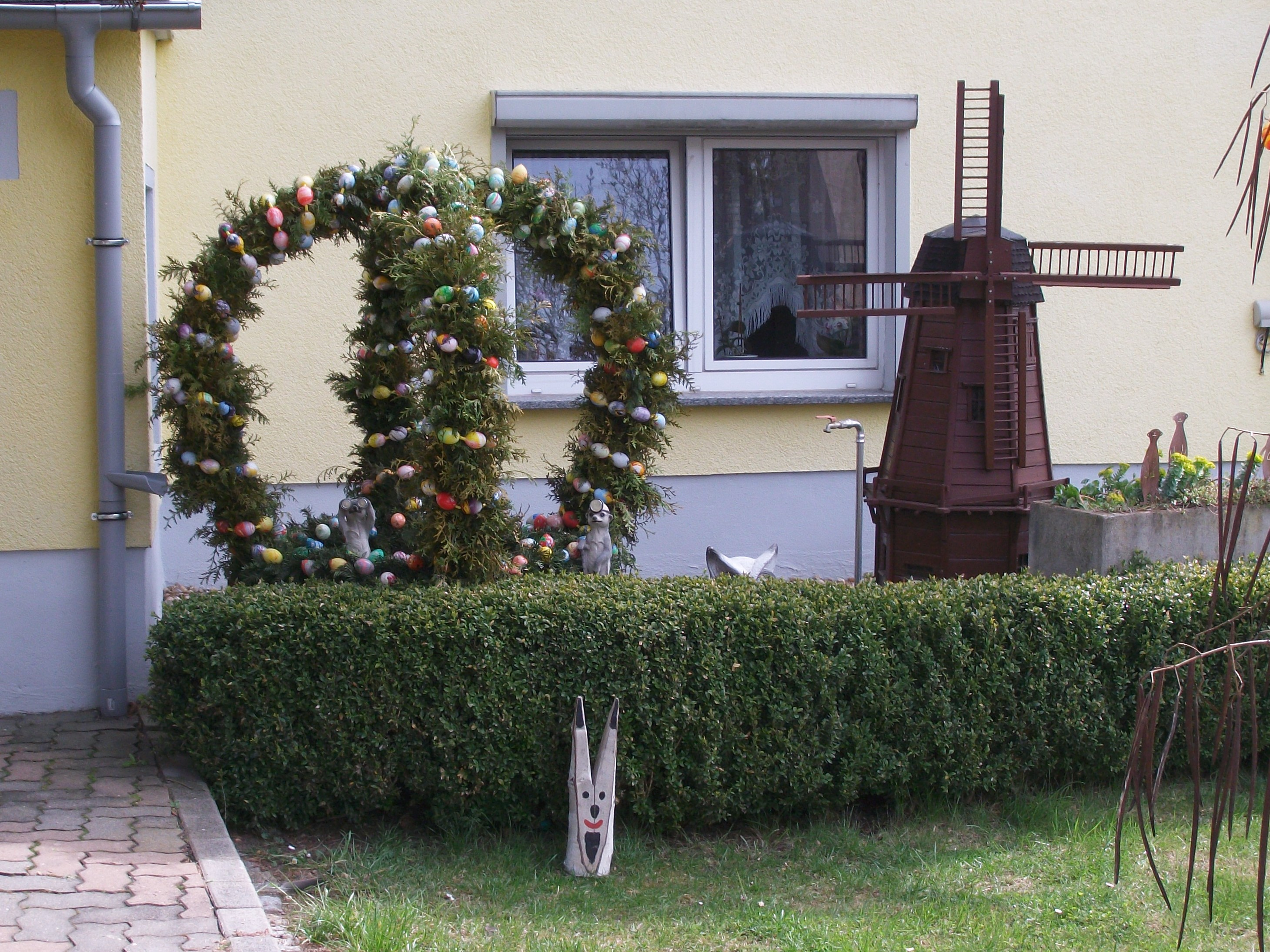
Osterbrunnen Kobeln

- Am Dorfteich 13, Kumthalle aus dem 19. Jahrhundert (Baudenkmal)
- Der Kobelner Osterbrunnen ist einer von elf Osterbrunnen der Hirschsteiner Region.[5]